# Накамал

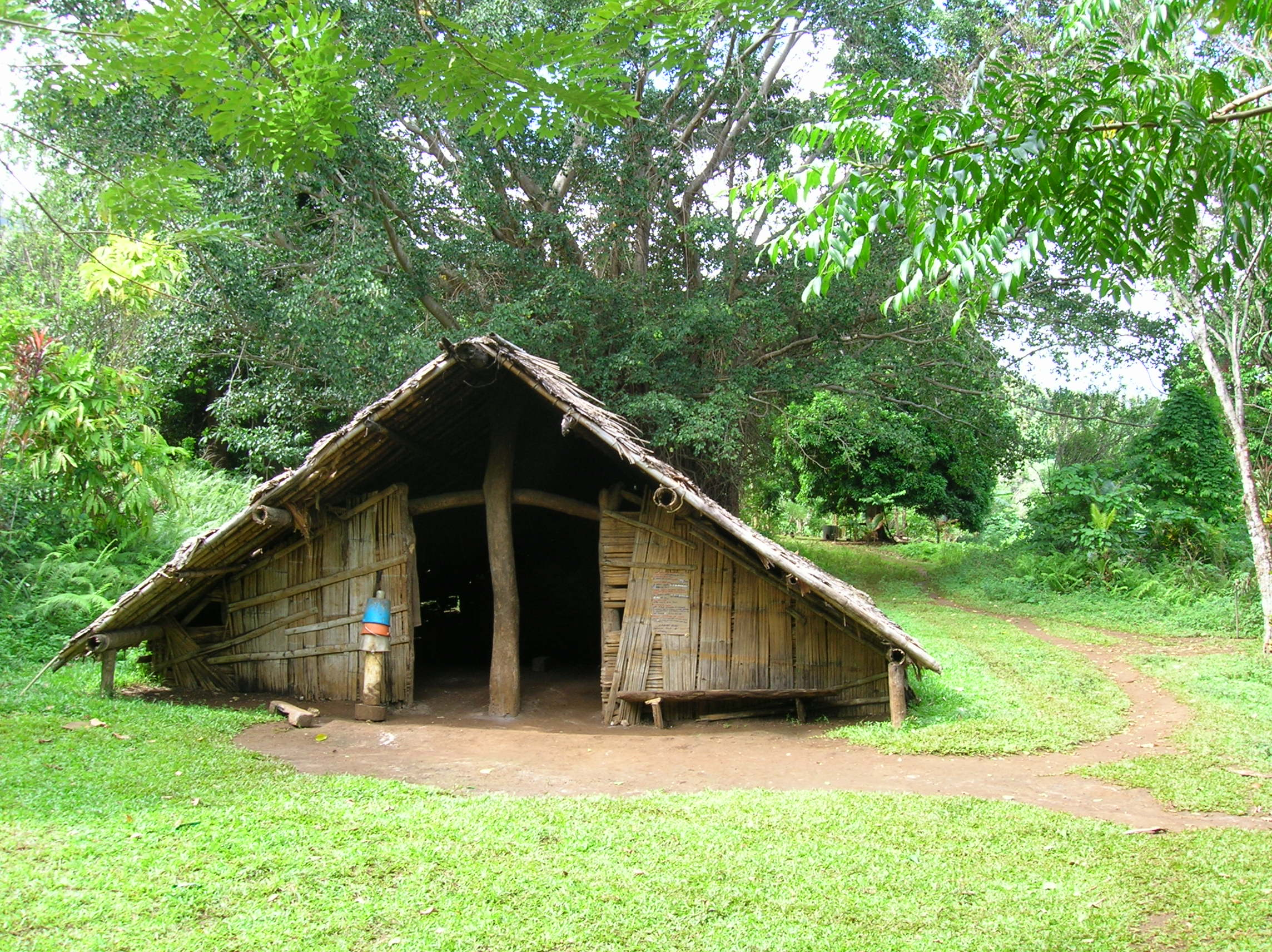
Накамал на острове Пентекост

Накамал (бисл. Nakamal) — культовое сооружение в Меланезии, связанное с ритуальным употреблением напитка кава, приготовленного из перца опьяняющего. Традиционно используется мужским населением для проведения религиозных ритуалов и переговоров, имеет особое символическое значение в Вануату. Самая известная функция накамала в настоящее время — это место для приготовления и питья кавы. В городах Вануату и в соседней Новой Каледонии термин накамал может использоваться для кава-бара, где продается напиток.

## Ритуал
Ритуал в накамале проводится ночью. Мужчины деревни и их гости из других деревень следуют в накамал. Мужчины готовят напиток из корней кавы, который вызывает эйфорическое действие.
Использование накамала особенно распространено на севере и в центральной части архипелага, на южных островах это простая конструкция из глины.

## В Новой Каледонии
В Новой Каледонии, где употребление кавы не является древней традицией, она была введена сравнительно недавно ни-вануату, которые поселились в Новой Каледонии после обретения независимости в 1980 году. Отличительной особенностью является то, что напиток в Новой Каледонии готовят из сухого порошка.

## Кава
В противоположность кофе и алкоголю, и многим лекарственным средствам, кава не вызывает зависимости и не характеризуется ростом толерантности. Медицинская литература иногда заявляет, что кава обладает «потенциалом злоупотребления» потому что «производит мягкую эйфорию и помогает расслабиться». Обычно напиток средней силы начинает действовать через 20—30 минут и действие длится примерно 2,5 часа, но может быть ощущаемо и до 8 часов. Из-за этого рекомендуется разделять приёмы по 50 минут.